# Andronikos V.
Andronikos V. Palaiologos (mittelgriechisch Ἀνδρόνικος Εʹ Παλαιολόγος; * um 1400 wohl in Konstantinopel; † um 1407 wohl in Thessaloniki) war seit 1403/04 byzantinischer Mitkaiser.

## Leben
Andronikos war der einzige bekannte Sohn von Kaiser Johannes VII. Palaiologos und dessen Ehefrau Irene Palaiologina Gattilusaina, einer Tochter von Francesco II. Gattilusio von Lesbos. Zum Zeitpunkt der Geburt des Kindes war Johannes VII. Regent in Konstantinopel für Kaiser Manuel II., der auf einer mehrjährigen Auslandsreise bei den europäischen Fürsten um Beistand im Kampf gegen den osmanischen Sultan Bayezid I. warb. Nach der Niederlage Bayezids in der Schlacht bei Ankara am 20. Juli 1402 gegen die Turko-Mongolen unter Timur kehrte Manuel II. von Paris nach Konstantinopel zurück, wo er wohl 1403 wieder eintraf. 
Andronikos’ Vater Johannes VII. wurde als Regent abgesetzt, behielt aber die Kaiserwürde und erhielt nach einem kurzen Exil auf Lemnos das im Osmanischen Interregnum für Byzanz zurückgewonnene Thessaloniki als Apanage zugewiesen. Kurz nach der Ankunft der Familie Ende 1403 oder Anfang 1404 dürfte der junge Andronikos dort offiziell zum Mitkaiser (symbasileus) proklamiert worden sein. Hierbei handelte es sich um einen reinen Ehrentitel, der mit keinerlei Machtbefugnissen verbunden war. Andronikos starb etwa ein Jahr vor seinem Vater († 22. September 1408) im Alter von nur sieben Jahren, wie eine auf seinen Tod verfasste Monodie bezeugt.